# Lope de Aguirre
Lope de Aguirre (ur. prawdopodobnie w Hiszpanii w 1510 r., zm. 27 października 1561 w Wenezueli) – hiszpański konkwistador pochodzenia baskijskiego o przydomku „Szalony” (hiszp. Loco) działający w Peru, Brazylii i Wenezueli.
Lope de Aguirre był jednym z najkrwawszych konkwistadorów hiszpańskich w Ameryce Południowej. Niemniej jego niewątpliwym osiągnięciem było pokonanie tropikalnego wnętrza kontynentu w 20 lat po Orellanie i odkrycie połączenia (bifurkacji) rzek Rio Negro i Orinoko.

## Życiorys
Do Peru przybył w 1544. Początkowo – jako masztalerz – pracował w miejscowych stadninach koni, ale wkrótce został wplątany w walki pomiędzy konkurującymi grupami konkwistadorów dając się poznać jako osobnik wyjątkowo brutalny i okrutny.
W roku 1560 przyłączył się do ekspedycji prowadzonej przez Pedro de Ursúę w poszukiwaniu El Dorado, legendarnego królestwa znanego z rzekomych ogromnych bogactw, leżącego – jak wierzyli Hiszpanie – gdzieś w niedostępnych obszarach amazońskiej dżungli. Oddział liczący 300 ludzi wyruszył z Limy w lipcu. Po pokonaniu głównego łańcucha Andów, wzdłuż rzek Huallaga i Marañon ekspedycja dotarła do Amazonki.
W grudniu, u ujścia rzeki Putumayo, Aguirre stanął na czele buntu, mordując Ursúę i jego zastępcę – don Fernando de Guzmána. Następnie poprowadził buntowników w dół Amazonki, a potem w górę Rio Negro, by w końcu dotrzeć do Orinoko. Po drodze palono liczne wioski indiańskie, a po wielomiesięcznej podróży osiągnięto wybrzeża Morza Karaibskiego na terytorium dzisiejszej Wenezueli.
W połowie roku 1561 oddział Aguirry, mieniącego się księciem Peru i Chile – przekształcony samoistnie w bandę piratów – zajął zbrojnie wyspę Margaritę, skąd zamierzał zaatakować bazę sił królewskich w Panamie. Informacje o planowanym uderzeniu dotarły jednak do dowódców hiszpańskiej armii i floty, którzy przedsięwzięli ekspedycję karną.
Niespodziewający się niczego Aguirre i jego ludzie zostali zaskoczeni podczas postoju w niewielkim wówczas miasteczku Barquisimeto w Wenezueli i zmuszeni do kapitulacji. Tuż przedtem Aguirre zamordował własną córkę („by osoba, którą tak kochałem, nie poszła do łóżka z byle kim”). Hiszpanie byli bezwzględni wobec wodza piratów. Został on ścięty, a jego poćwiartowane członki wystawiono ku przestrodze na widok publiczny w kilku miastach Wenezueli.

## Kultura
Na fragmentach życiorysu Lope de Aguirre został oparty film Aguirre, gniew boży – niemiecki (wyprodukowany we współpracy z Meksykiem i Peru) dramat historyczny z 1972 w reżyserii Wernera Herzoga.
Historia wyprawy, w której uczestniczył Aguirre została również przedstawiona w filmie Carlosa Saury El Dorado z 1988 roku.
Innym odniesieniem w kulturze do postaci Lope de Aguirre jest utwór zespołu Armia – „Aguirre”.